# North Wabasca Lake
North Wabasca Lake är en sjö i Kanada.   Den ligger i provinsen Alberta, i den centrala delen av landet, 2 900 km väster om huvudstaden Ottawa. North Wabasca Lake ligger 540 meter över havet. Arean är 114 kvadratkilometer. Den sträcker sig 22,5 kilometer i nord-sydlig riktning, och 9,7 kilometer i öst-västlig riktning.
I omgivningarna runt North Wabasca Lake växer i huvudsak blandskog. Runt North Wabasca Lake är det mycket glesbefolkat, med 7 invånare per kvadratkilometer.